# Панджаби
Панджа́би или восточный панджа́би (pañjābī; в.-пандж. ਪੰਜਾਬੀ, з.-пандж. پنجابی; в русскоязычной литературе встречаются названия пенджа́би, пенджа́бский язык, панджа́бский язык) — язык панджабцев и джатов, относящийся к индоарийским языкам индоевропейской языковой семьи. Один из официальных языков Индии.
Древнейший памятник панджаби — ряд произведений священной книги сикхов «Адигрантх» (или «Грантх Сахиб») XII—XVII вв.

## Распространение и численность носителей
Панджаби распространён в восточной части Пакистана, а также в северо-западном и других районах Индии (главным образом в штате Пенджаб, а также в соседних штатах Харьяна и Химачал-Прадеш). В Индии проживает примерно 28—29 миллионов носителей. Крупнейшими панджабиязычными городами являются Амритсар, Чандигарх, Джаландхар, Патиала.
В Пакистане, согласно данным переписи 2008 года, на панджаби говорит около 76 млн. человек. В частности, на панджаби говорят 86 % жителей Лахора и 71 % жителей Исламабада.
Кроме того, носители панджаби из числа эмигрантов проживают за пределами Индии и Пакистана.
Оценки общего числа говорящих на панджаби колеблются, так как некоторые исследователи включают в него признанные самостоятельными языками сирайки, догри и потхохари (Панджабский университет в Патиале).

### Список стран мира в порядке убывания количества носителей панджаби
| Место | Страна   | Количество носителей |
| ----- | -------- | -------------------- |
| 1     | Пакистан | 80 540 000           |
| 2     | Индия    | 28 200 000           |
| 3     | Кения    | 10 000               |
| 4     | Сингапур | 5670                 |

## Статус
Панджаби — это официальный язык штата Пенджаб в Индии.

## Диалекты
Панджаби распадается на ряд стандартных диалектов.
- Диалект маджи (mājhī) положен в основу литературного панджаби. К поддиалектам маджи относятся амритсари (район города Амритсар), лахаури (округа Лахор, Сиялкот, Шакаргарх и частично на территории Гуджранвалы), гурдаспури.
- Диалект доаби (dōābī) с поддиалектами джалландари, хошиарпури и капуртхали.
- Диалект малваи или мальваи (mālwāī; район Фирозпура, Лудхианы, Тавы, Дханаулы).

Кроме того, Ю. А. Смирнов выделяет переходные (между панджаби и западнопанджабскими языками) диалекты, которые в традиционной классификации рассматриваются вместе со стандартными.
- Диалект повади или пуади (pōwādhī; район Банджары, Сархинда, Эвама, Раджпура, Кхарара, Рупара, Курали).
- Диалект ратхи (rāṭhī).
- Диалект бхаттиани (bhaṭṭiānī; район Фирозпура).[4]

## Письменность
Первоначально язык панджаби пользовался особым письмом ланда. В XVI веке возник новый тип письма — гурмукхи, первоначально предназначенный для культовых целей сикхов. Гурмукхи имеет тонообозначающий и буквенно-слоговой характер и распространён в Индии. В Пакистане — письмо шахмукхи.

## Лингвистическая характеристика

### Фонетика
Панджаби обладает четырьмя тонами: ровным, восходящим, фарингализованным нисходящим и чистым нисходящим, выполняющими смыслоразличительную и грамматическую роль. Тоны не являются исконным явлением для языка и не характерны для прочих индоарийских языков; они возникли в результате переосмысления произношения гласных в сочетании с различными согласными. Язык панджаби — флективно-аналитический.
|              | Перед.   | Ненапряж. перед. | Сред.    | Ненапр. зад. | Зад.     |
| ------------ | -------- | ---------------- | -------- | ------------ | -------- |
| Верх.        | ਈ ī /iː/ |                  |          |              | ਊ ū /u/  |
| Средне-верх. | ਐ ē /eː/ | ਇ i /ɪ/          |          | ਉ u /ʊ/      | ਔ ō /oː/ |
| Средн.       |          |                  | ਅ a /ə/  |              |          |
| Средне-ниж.  | ਏ e /ɛː/ |                  |          |              | ਓ o /ɔː/ |
| Ниж.         |          |                  | ਆ ā /aː/ |              |          |

|                           | Губные            | Губные  | Губно-зубные | Губно-зубные | Зубные            | Зубные  | Альвеолярные | Альвеолярные | Ретрофлексные     | Ретрофлексные | Постальвеолярные/ Палатальные | Постальвеолярные/ Палатальные | Велярные          | Велярные | Глоттальные | Глоттальные |
| ------------------------- | ----------------- | ------- | ------------ | ------------ | ----------------- | ------- | ------------ | ------------ | ----------------- | ------------- | ----------------------------- | ----------------------------- | ----------------- | -------- | ----------- | ----------- |
| Взрывные                  | ਪ p /p/ ਫ ph /pʰ/ | ਬ b /b/ |              |              | ਤ t /t̪/ ਥ th /t̪ʰ/ | ਦ d /d̪/ |              |              | ਟ ṭ /ʈ/ ਠ ṭh /ʈʰ/ | ਡ ḍ /ɖ/       |                               |                               | ਕ k /k/ ਖ kh /kʰ/ | ਗ g /g/  |             |             |
| Аффрикаты                 |                   |         |              |              |                   |         |              |              |                   |               | ਚ c /tʃ/ ਛ ch /tʃʰ/           | ਜ j /dʒ/                      |                   |          |             |             |
| Носовые                   | ਮ m /m/           | ਮ m /m/ |              |              |                   |         | ਨ n /n/      | ਨ n /n/      | ਣ ṇ /ɳ/           | ਣ ṇ /ɳ/       | ਙ ñ /ɲ/                       | ਙ ñ /ɲ/                       | ਞ ṅ /ŋ/           | ਞ ṅ /ŋ/  |             |             |
| Фрикативные               |                   |         | ਫ਼ f /f/      |              |                   |         | ਸ s /s/      | ਜ਼ z /z/      |                   |               | ਸ਼ ś /ʃ/                       |                               | ਖ਼ x /x/           | ਗ਼ ġ /ɣ/  | ਹ h /h/     |             |
| Одноударные               |                   |         |              |              |                   |         | ਰ r /ɾ/      | ਰ r /ɾ/      | ੜ ṛ /ɽ/           | ੜ ṛ /ɽ/       |                               |                               |                   |          |             |             |
| Аппроксиманты             |                   |         | ਵ v /ʋ/      | ਵ v /ʋ/      |                   |         |              |              |                   |               | ਯ y /j/                       | ਯ y /j/                       |                   |          |             |             |
| Латеральные аппроксиманты |                   |         |              |              |                   |         | ਲ l /l/      | ਲ l /l/      | ਲ਼ ḷ /ɭ/           | ਲ਼ ḷ /ɭ/       |                               |                               |                   |          |             |             |

### Морфология
Грамматические особенности: развитая падежная система, изменение некоторых прилагательных по родам лишь в функции предикатива, наличие субъектного, косвенно-объектного и реляционного обстоятельств. 

### Синтаксис
Стандартный порядок слов в панджаби — SOV (субъект-объект-глагол). Для выражения отношений между словами используются послелоги.